# Catamayo (ort i Ecuador)
Catamayo är en ort i Ecuador.   Den ligger i provinsen Loja, i den södra delen av landet, 400 km söder om huvudstaden Quito. Catamayo ligger 1 268 meter över havet och antalet invånare är 18 565.
Terrängen runt Catamayo är varierad. Catamayo ligger nere i en dal. Runt Catamayo är det ganska glesbefolkat, med 23 invånare per kvadratkilometer. Närmaste större samhälle är Loja, 17,2 km öster om Catamayo. Omgivningarna runt Catamayo är en mosaik av jordbruksmark och naturlig växtlighet.